# Sulzthal
Sulzthal là một đô thị ở huyện Bad Kissingen bang Bayern nước Đức. Đô thị Sulzthal có diện tích 15,06 km², dân số thời điểm ngày 31 tháng 12 năm 2006 là 940 người.